# Liochthonius alpestris
Liochthonius alpestris är en kvalsterart som först beskrevs av Forsslund 1958.  Liochthonius alpestris ingår i släktet Liochthonius och familjen Brachychthoniidae. Inga underarter finns listade i Catalogue of Life.